# Leader dell'opposizione (Albania)
Il leader dell'opposizione (in albanese Lideri i opozitës) è un titolo non ufficiale tradizionalmente detenuto dal leader del più grande partito non al governo nel Parlamento albanese. Il Leader è invariabilmente visto come il Primo ministro alternativo dell'Albania e dirige un governo alternativo rivale noto come Governo ombra.

## Elenco
| N°  | Leader | Leader       | Partito | Mandato          |
| --- | ------ | ------------ | ------- | ---------------- |
| 1   |        | Sali Berisha | PD      | 1990–1992        |
| 2   |        | Fatos Nano   | PS      | 1992–1997        |
| (1) |        | Sali Berisha | PD      | 1997–2005        |
| 3   |        | Edi Rama     | PS      | 2005–2013        |
| 4   |        | Lulzim Basha | PD      | 2013–2022        |
| (1) |        | Sali Berisha | PD      | 2022 – in carica |